# Lungotevere degli Alberteschi
Il lungotevere degli Alberteschi è il tratto di lungotevere che collega piazza Castellani al lungotevere degli Anguillara, a Roma, nel rione Trastevere.
Il lungotevere prende nome dalla potente famiglia nobiliare degli Alberteschi, che avevano innalzato le proprie torri in questa zona, fra ponte Santa Maria e ponte Quattro Capi.
Quasi di fronte a ponte Rotto sorgeva la torre degli Alberteschi, l'ultima della famiglia nobile, addossata all'antica residenza familiare e demolita alla fine del XIX secolo, in occasione dei lavori per la costruzione dei lungoteveri.